# Futbol'nyj Klub Domodedovo Moskva
Il Futbol'nyj Klub Domodedovo Moskva, noto semplicemente come Domodedovo, è una società calcistica russa con sede nella città di Domodedovo, nei pressi di Mosca. Milita nella Pervenstvo Professional'noj Futbol'noj Ligi, la terza divisione del campionato russo.

## Storia
Il Domodedovo è stato fondato nel 2013 dai gemelli Dmitrij e Kirill Kombarov, entrambi calciatori professionisti. La squadra ha partecipato alla Pervenstvo Professional'noj Futbol'noj Ligi per la prima volta nella sua storia nel campionato 2014-2015.